# Sone Aluko
Omatsone Aluko (Hounslow, Inglaterra, 19 de febrero de 1989), conocido como Sone Aluko, es un exfutbolista anglo-nigeriano que jugaba de delantero. Desde julio de 2024 es asistente técnico de Kieran McKenna en el Ipswich Town Football Club.
Aluko comenzó su carrera profesional en el Birmingham City, club con el que nunca debutó en un encuentro de la Premier League. Luego fue cedido al Aberdeen durante la temporada 2007-08 y al Blackpool en la temporada 2008-09. Tras solo jugar un partido con el club de Lancashire firmó de forma permanente por el Aberdeen en agosto de 2008. Dejó este club en julio de 2011 luego de que acabase su contrato, para después, en noviembre del mismo año, firmar con el Glasgow Rangers, donde estuvo hasta su refundación.
Nacido en Inglaterra, Aluko jugó en todas las divisiones inferiores de este país hasta llegar al sub-19, ya que tras eso aceptó jugar con la selección nigeriana.

## Carrera en clubes

### Comienzos en Birmingham
Aluko nació en Londres, aunque desde muy pequeño comenzó a vivir en Birmingham. Inició su carrera futbolística en la cantera del Birmingham City, a la que llegó a los ocho años. Obtuvo un dorsal con el primer equipo durante la temporada 2005-2006 y estuvo en la banca en un partido de la Premier League contra el Arsenal F. C.. Debutó oficialmente el 28 de agosto de 2007, en un encuentro de la Copa de la Liga de Inglaterra contra el Hereford United como suplente.

### Estancia en Aberdeen y venta al Blackpool

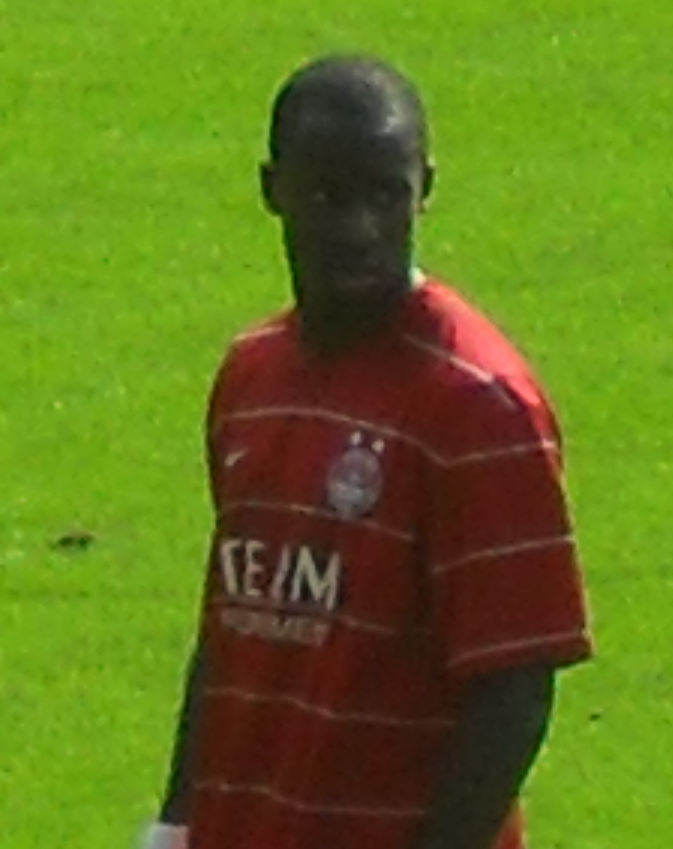
Aluko jugando por el Aberdeen en un partido contra el Hull City.

En agosto del 2007, Aluko se unió al Aberdeen de la Premier League Escocesa, tras firmar un contrato de cesión hasta enero del 2008. Debutó con el Aberdeen el 25 de octubre de 2007, en un encuentro de la UEFA Europa League contra el Panathinaikos F. C. tras ingresar como suplente. Anotó su primer gol con su nuevo club a la semana siguiente, tras abrir el marcador en la victoria 2-0 de su equipo contra el Dundee United. Tiempo después, el contrato de cesión de Aluko fue extendido para que pudiera jugar el resto de la temporada. En febrero del 2008, marcó el segundo gol del Aberdeen en el partido de ida de los dieciseisavos de final contra el F. C. Bayern de Múnich, club con el que empataron 2-2.
Tras su estadía en Escocia fue cedido de emergencia al Blackpool el 8 de agosto de 2008, y debutó con este club al día siguiente, en la derrota 1-0 contra el Bristol City.
En el último día de plazo en el mercado de transferencias, el 1 de septiembre de 2008, Aluko firmó de forma definitiva con el Aberdeen, por un precio de cincuenta mil libras esterlinas, por tres años. Su primer partido tras regresar fue el 13 de septiembre del mismo año, en la derrota 2-1 contra el Hamilton Academical. Anotó su primer gol tras volver a Escocia el 1 de noviembre del mismo año, siendo este el 1-0 en la victoria por el mismo marcador contra el  Kilmarnock. En el mismo mes, Aluko fue condecorado con el premio Clydesdale Bank Scottish Premier League young player of the month. En septiembre del 2009, la prensa sensacionalista dijo que la permanencia de Aluko en el club escocés peligraba, debido a que jugó junto a la selección nigeriana en la Copa Mundial de Fútbol Sub-20 de 2009, desobedeciendo las órdenes de su entrenador Mark McGhee. Finalmente dejó el club cuando acabó su contrato en julio del 2011.

### Rangers F. C.
Tras finiquitar su contrato con el Aberdeen, estuvo unos días a prueba en la Juventus de Turín. Luego, fue a probarse en el Rangers de Glasgow. Este equipo quedó impresionado con Aluko y le ofrecieron un contrato, pero esta acción se efectuó mientras el club de Glasgow negociaba la compensación con el Aberdeen. Tras las negociaciones con su club anterior, pudo firmar con el Rangers el 24 de noviembre de 2011.
El 3 de diciembre del mismo año, Aluko fue suspendido por dos partidos, luego de que en el encuentro entre el Rangers y el Dunfermline Athletic simulara una falta en el área penal. El entrenador del Rangers, Ally McCoist, declaró lo siguiente sobre el hecho: «Los tres caballeros de la comisión han llamado, efectivamente, a mi jugador un estafador y mentiroso, cosa que no es».
Luego de la liquidación del club en junio de 2012, Aluko decidió por rechazar el traspaso de su contrato al nuevo club creado a partir de los activos del Rangers FC.

### Hull City
El 21 de julio de 2012 se anunció que Aluko se incorporaría al Hull City de la Football League Championship.

## Carrera internacional
Aluko representó a Inglaterra en los niveles sub-16, sub-17 y sub-18, antes de debutar con la selección inglesa sub-19 el 11 de septiembre de 2007, en un partido amistoso contra la selección bielorrusa de la misma categoría. En este mismo encuentro marcó sus primeros dos goles con Inglaterra. Fue seleccionado en la pre-nómina de 23 jugadores que jugaron el Campeonato Europeo de la UEFA Sub-19 2008, no quedando finalmente seleccionado en el grupo de dieciocho jugadores que estuvieron en el torneo.
Aluko fue seleccionado para jugar con la selección absoluta de Nigeria en un partido amistoso contra la República de Irlanda el 29 de mayo de 2009, oferta la cual aceptó con apoyo de su familia. Debutó como internacional en ese partido jugando desde el primer minuto, destacando en el encuentro luego de lanzar un tiro libre desde 36 metros, obligando a la reacción del portero irlandés; en este partido jugó hasta el minuto 61.
En abril del 2010, entró en la pre-nómina nigeriana para jugar la Copa Mundial de Fútbol de 2010, no quedando en la lista final.

## Vida privada
Aluko es el hermano menor de Eniola Aluko, quien juega como futbolista en el Chelsea Ladies Football Club, además de ser titular en la selección femenina inglesa.

## Clubes
| Club                     | País       | Año       |
| ------------------------ | ---------- | --------- |
| Birmingham City F. C.    | Inglaterra | 2007-2008 |
| Aberdeen F. C. (cedido)  | Escocia    | 2007-2008 |
| Blackpool F. C. (cedido) | Inglaterra | 2008      |
| Aberdeen F. C.           | Escocia    | 2008-2011 |
| Rangers F. C.            | Escocia    | 2011-2012 |
| Hull City A. F. C.       | Inglaterra | 2012-2016 |
| Fulham F. C.             | Inglaterra | 2016-2017 |
| Reading F. C.            | Inglaterra | 2017-2021 |
| Beijing Renhe (cedido)   | China      | 2019      |
| Ipswich Town F. C.       | Inglaterra | 2021-2024 |